# Branka Moser
Branka Moser, geborene Babić (* 14. Februar 1951 in der SR Kroatien, Jugoslawien) ist eine kroatische Kunstmalerin, Bildhauerin und Restauratorin.

## Künstlerisches Schaffen
Für ihr Porträt des Kardinals Franjo Kuharić erhielt sie 1997 den ersten Preis der Akademie von Europa in Neapel. Für ein Porträt der Mutter Teresa von Kalkutta erhielt sie 1998 einen zweiten Preis. Von ihr stammen Restaurierungen und Glasmalereien in verschiedenen Kirchen Kroatiens. Nichts wies bei diesem künstlerischen Hintergrund auf das Surrealistische, das in ihren jüngsten Werken in puncto Farbgebung und Bildeinteilung unverkennbar ist. Vorwiegend Ocker und Blau werden gezielt eingesetzt. «Ich setze innere, persönliche Emotionen um. Das Thema ist mir viel wichtiger als die Farbgebung», betont sie.
Branka Moser lebt und arbeitet seit dem Jahr 2001 in der Schweiz.

## Auszeichnungen
Große Preise der Accademia d’Europa, Antologia d’Arte e Cultura Europea, Neapel:
- 1995: 5. Platz für Avantgarde (Bild, Santa Trinita)
- 1996: 3. Platz für Surrealismus (Bild, Forma Di Vita)
- 1997: 1. Platz für Klassisches Porträt (Bild, Kardinal Kuharic)
- 1998: 2. Platz für Klassisches Porträt (Bild, Mutter Theresa)